# سیارک ۶۲۵۱
سیارک ۶۲۵۱ (به انگلیسی: 6251 Setsuko، نامگذاری:1992DB) شش هزار و دویست و پنجاه و یکمین سیارک کشف شده‌است که در ۲۵ فوریه ۱۹۹۲ کشف شد.
قدر مطلق سیارک برابر ۱۳٫۴۰ است.